# Le Complot des Matarèse
Le Complot des Matarèse (The Matarese Countdown) est un roman  d'espionnage de Robert Ludlum paru en 1997. Il fait suite au roman Le Cercle bleu des Matarèse paru en 1979.

## Résumé
Six hommes et une femme se rencontrent, malgré eux, dans une villa en Corse. De nationalités différentes, ils sont devenus puissants dans leur pays respectif dans le domaine financier. Ils découvrent qu'ils sont tous cousins et descendants d'un financier Corse du début du siècle. Profitant de ses renseignements, leur mystérieux hôte les invite à unir leurs forces pour reprendre l’œuvre de leur ancêtre et dominer le monde. 
Un ex-agent secret devra se remettre en selle pour éliminer définitivement cette menace.